# 日本賃貸住宅管理協会
公益財団法人日本賃貸住宅管理協会（にほんちんたいじゅうたくかんりきょうかい、Japan Property Management Association）は、不動産の経営的な管理を普及・推進し、入居者や家主をはじめ広く国民の利益に資するという協会の目的のため、賃貸住宅市場の健全な発展を目指す業界団体である。略称は日管協（にっかんきょう）。

## 概要
- 本部 - 100-0005　東京都千代田区丸の内1-7-12 サピアタワー18階

- 組織 - 全国13ブロック、47都道府県支部

- 会員 - 協会事業に賛同し、その運営を支援する法人または個人。会員数は2,000社を超える。

- 沿革
  - 1991年11月　全国賃貸管理業協会（全管協）を設立
  - 1992年 5月　賃貸住宅管理業協会（住管協）を設立
  - 1995年 4月　全管協と住管協が統合。日本賃貸住宅管理業協会を設立
  - 2001年 3月　同協会を解散。「財団法人日本賃貸住宅管理協会」を設立
  - 2012年 4月　公益法人制度改革により内閣府の認定を受け「公益財団法人日本賃貸住宅管理協会」へ移行

## 協会の目的
賃貸住宅が住生活の安定の確保及び向上の促進において重要な役割を担っていることに鑑み、賃貸住宅における健全かつ専門的な運営・管理業務の確立並びに普及を通じて、賃貸住宅市場の整備・発展を図り、豊かな国民生活の実現に寄与することを目的とする。 

## 協会の役割
1．安全で分かりやすい取引を実現するための適正ルールづくり
2．資料データや空室率などの累積と指標作成
3．賃貸条件や管理業務、関連書式等の標準化
4．優良な賃貸住宅や健全な管理会社の認定、及び表彰
5．公正かつ適正な判断力と、高度で専門的な知識、業務能力を持った専門家の育成
6．法制度、賃貸手法、管理業務、リスク管理等に関する研究
7．IT化、国際化、少子高齢化等に関する研究
8．会員同士の情報公開と、会員間の研鑽による資質の向上
9．管理会社の業務の透明化並びに経営内容の安定化と、公開等の支援・促進
10．協会活動を通した社会貢献